# Montagu Private Equity
Montagu Private Equity est une société de capital-investissement britannique fondée en 1968.

## Historique de l'entreprise
En 1968, la Midland Bank prend une participation dans le Montagu Trust, un fonds privé qui comprend la banque d'affaires Samuel Montagu & Co. (en), basée à Londres, et décide de le valoriser à travers un portefeuille. Par la suite, en 1974, la Midland Bank acquiert le fonds, puis est rachetée par la HSBC, et le département devient en 1992, HSBC Private Equity. En 2003, les associés et employés de HSBC Private Equity se portent acquéreur de 80,1 % des parts de HSBC Private Equity, puis, en 2013, des 19,9 % restantes. La société, devenue indépendante, prend alors le nom de Montagu Private Equity, dans laquelle les associés possèdent 100 % des parts.

## Opérations et pôles d'investissement
La principale approche d'investissement consiste à passer par le rachat de l'entreprise par les cadres. Montagu Private Equity sert ainsi de levier financier dans des opérations concernant des entreprises rentables, ayant des chiffres d'affaires situés entre 150 millions et 2 milliards d'euros. 
Cinq pôles sont privilégiés :
- Soins de santé ;
- Secteur financier ;
- Éducation ;
- Gestion de base de données ;
- Infrastructures numériques.